# 索予明
索予明（1920年10月18日—2022年6月19日），湖北江陵人，國立故宮博物院人物，漆器研究專家，為1949年將故宮文物押運到臺灣的人員中最末存世的。

## 生平

### 入博物館工作
索予明為1920年生於湖北江陵，曾在當舖作學徒。對日抗戰期間跟隨江陵中學遷到四川省，考入同濟大學機械工程系。1941年，中央博物院籌備處落腳四川省南溪縣李莊時，他應徵上繪圖人員。當時他在李莊的工作是要將青銅器與漆器等畫成線繪圖，還曾與李濟、曾昭燏等知名考古學家工作過。

### 押運文物到臺
1949年農曆除夕，索予明奉命押運第三批中央博物院籌備處文物到臺灣。當時徐蚌會戰失利，很多海軍眷屬也搭乘軍艦要一起逃到臺灣。崑崙艦靠岸後，面臨碼頭工人消極不願搬文物登艦，是他幾經協調疏通才讓文物登艙。為了搬文物上船，他被迫把個人行囊丟棄，身上只留一件母親手縫的布衫和錢幣。為增加空間還拆掉艦上餐廳，但從南京庫房來的只有1,248箱上船。艦一離開南京便受炮火攻擊。
相較於前兩船運批分別只花5天、4天即抵臺灣，崑崙艦卻走了24天。原因是艦長沈彝懋打算北航投共，但最終才由副艦長褚廉方主導。副艦長控制艦長後，在索予明堅持下，文物前兩批一起到了台中糖廠。
因索予明押運文物來臺灣，文革時家庭被劃成黑五類。

### 研究古代漆器
1974年，索予明註釋國立故宮博物院得到的《髹飾錄》影印本。索予明的《兼葭堂本髹飾錄解說》，是一本臺灣學生研究相關藝術史所需讀的書。曾任職圖書文獻處的簡松村回憶，索予明特別文質彬彬，對晚輩絲毫不擺架子。器物處前研究員廖寶秀表示，自己在日本第一篇論文談日本漆器，就請索予明先看過。1985年10月9日，故宮博物院一甲子院慶，索予明因文物遷徙有功與工作資深，獲得資深同仁服務獎。
1980年代，索予明負責編輯《古典工藝菁華》此書，分別就中國陶瓷器、青銅器、玉器、漆器、織繡等雕琢技藝作解說。至於索予明過去繪的線繪圖，依然典藏在故宮器物處。

### 晚年退休生涯
索予明於1987年以故宮研究員身分退休，住在緊鄰故宮的員工宿舍。次年，他返回江陵老家，母親已天人永隔，親人也多失散。他將母親臨別所送的藍背心保存完好，留存給後代子孫。
退休後，索予明仍心念國寶文物。如1991年，年紀已七旬的他還參與《故宮文物寶藏新編》的執筆，讀者對象設定在國小高年級到國中學生。兒子表示故宮南院展出翠玉白菜、《龍藏經》時，高齡的父親仍去一睹。
2015年，故宮九十周年院慶，總統馬英九頒感謝狀，表彰索予明的貢獻。2019年10月18日，索予明百歲生日。前故宮院長馮明珠及張臨生、何傳馨、林柏亭三位前副院長、與索予明共事在職與退休故宮同仁約百人，在故宮晶華餐廳為其賀壽。
2022年6月19日中午11點，索予明於家中去世。馮明珠說：「當年的文物押運人，索公是存世的最後一位，他的離去，也是一個時代的結束。」

## 出版書籍
- 索予明. . 正中書局. 1959.
- 索予明. . 國立故宮博物院. 1967.
- 索予明. . 國立故宮博物院. 1969.
- 索予明. . 國立故宮博物院. 1974.
- 索予明. . 國立故宮博物院. 1977.
- 索予明. . 行政院文化建設委員會. 1984.
- 索予明. . 行政院文化建設委員會. 1986.
- 索予明. . 行政院文化建設委員會. 1987.
- 索予明. . 景行出版社. 1995. ISBN 9789622330313.
- 索予明. . 國立故宮博物院. 2000. ISBN 9789575623845.
- 索予明. . 龙冈数位文化公司. 2009. ISBN 9789868244078.